# Rhodacarus fatrensis
Rhodacarus fatrensis är en spindeldjursart som beskrevs av Kaluz 1994. Rhodacarus fatrensis ingår i släktet Rhodacarus och familjen Rhodacaridae. Inga underarter finns listade i Catalogue of Life.